# The Quiet American (1958)
The Quiet American is een Amerikaanse dramafilm uit 1958 onder regie van Joseph L. Mankiewicz. 
Het scenario is gebaseerd op de gelijknamige roman uit 1955 van de Britse auteur Graham Greene.

## Verhaal
In Vietnam vechten een jonge Amerikaan en een oude Brit in hun strijd om de hand van een vrouw ook hun meningsverschillen uit over de toekomst van het land. De Amerikaan wil van haar een typisch Amerikaanse huisvrouw maken. De Brit aanvaardt de vrouw zoals ze is.

## Rolverdeling
| Acteur           | Personage        |
| ---------------- | ---------------- |
| Audie Murphy     | Alden Pyle       |
| Michael Redgrave | Thomas Fowler    |
| Claude Dauphin   | Inspecteur Vigot |
| Giorgia Moll     | Phuong           |
| Bruce Cabot      | Bill Granger     |
| Fred Sadoff      | Dominguez        |
| Kerima           | Zus van Phuong   |
| Richard Loo      | Mijnheer Heng    |
| Peter Trent      | Eliot Wilkins    |
| Georges Bréhat   | Franse kolonel   |
| Clinton Anderson | Joe Morton       |